# 恰普劳利
恰普劳利（Chhaprauli），是印度北方邦Baghpat县的一个城镇。总人口17795（2001年）。

## 人口
该地2001年总人口17795人，其中男性9623人，女性8172人；0—6岁人口2632人，其中男1427人，女1205人；识字率55.82%，其中男性为66.31%，女性为43.47%。